# Lavandeira (kommun)
Lavandeira är en kommun i Brasilien.   Den ligger i delstaten Tocantins, i den östra delen av landet, 400 km nordost om huvudstaden Brasília. Antalet invånare är 1 605.
Omgivningarna runt Lavandeira är huvudsakligen savann. Runt Lavandeira är det mycket glesbefolkat, med 3 invånare per kvadratkilometer.